# Pedulas
Pedulas (gr. Πεδουλάς) – wieś w Republice Cypryjskiej, w dystrykcie Nikozja. W 2011 roku liczyła 132 mieszkańców.